# The March of the Black Queen
«The March of the Black Queen» (укр. «Марш Чорної королеви») — дев'ята (четверта на «Чорній стороні») пісня британського рок-гурту «Queen» з другого студійного альбому «Queen II» 1974 року, написана вокалістом Фредді Мерк'юрі.

## Про пісню
Пісня становить собою складний гібрид опери, хеві-метала, хард-року і прогресивного року: композиція складається з безлічі мінливих мелодій, виконаних в оперній манері, з використанням типових для року музичних інструментів — рояля, електрогітари, ударних та бас-гітари. Оперна атмосфера створюється шляхом численних накладень вокальних та інструментальних партій, що згодом використовувалося в «Богемській рапсодії» і «Somebody to Love». Особливістю композиції також є її такт: що змінюється від 8/8 до 12/8, що вкрай рідко зустрічається в сучасній музиці.
У пісні співається про підступну Чорну королеву, в яку закохується герой. Йому належить вибрати: йти з нею або залишитися. В результаті він вирішує йти з Чорною королевою, яка відносить його в інший світ. Це може служити протиставленням композиції «White Queen (As It Began)» — третій на «Білій стороні» альбому: герой тієї композиції закоханий в Білу королеву, але вона його не помічає.
При написанні саме цієї пісні у Фредді Мерк'юрі виникла ідея, що альбом «Queen II» слід розділити на дві різні сторони, так звані «Білу» і «Чорну», що він пояснював в інтерв'ю 1974 року:
| «Спочатку в альбомі не було ніякого глибокого змісту або концепції. Ми раптом подумали про це під час запису. Я написав пісню March of the Black Queen спеціально для альбому. Саме тоді ми прийшли до ідеї про білі і чорні сторінки, які відображають білий і чорний настрій. Це забезпечило хороший контраст»[3] |
В альбомі «The March of the Black Queen» — перша композиція в циклі з двох пісень, другою є «Funny How Love Is»: де фінальна вокальна партія «The March of the Black Queen» нашаровується зі своєрідними «бренчущими» звуками, які супроводжують всю «Funny How Love Is».
Відомо, що на четвертій сесії для «BBC» від 4 квітня 1974 року «Queen» не записали нову версію пісні, а по радіо пустили звичайну альбомну версію, що закінчується на початку «Funny How Love Is». Ймовірно, це було зроблено через крайню складність виконання і брак часу на опрацювання.
На концертах пісню виконували як частину попурі з різних композицій. Виконували не всю композицію, а лише її невелику частину, також через особливості живого виконання пісня отримала нове треш-металеве звучання.

## Музиканти
- Фредді Мерк'юрі — головний вокал, рояль, бек-вокал
- Браян Мей — електрогітара, акустична гітара, дзвони, бек-вокал
- Роджер Тейлор — ударні, бек-вокал
- Джон Дікон — бас-гітара